# Sauris improspera
Sauris improspera är en fjärilsart som beskrevs av Louis Beethoven Prout 1931. Sauris improspera ingår i släktet Sauris och familjen mätare. Inga underarter finns listade.